# Kleb-Kratzdistel
Die Kleb-Kratzdistel (Cirsium erisithales), auch Klebrige Distel genannt, ist eine Pflanzenart aus der Gattung Kratzdisteln (Cirsium) innerhalb der Familie der Korbblütler (Asteraceae).

## Beschreibung

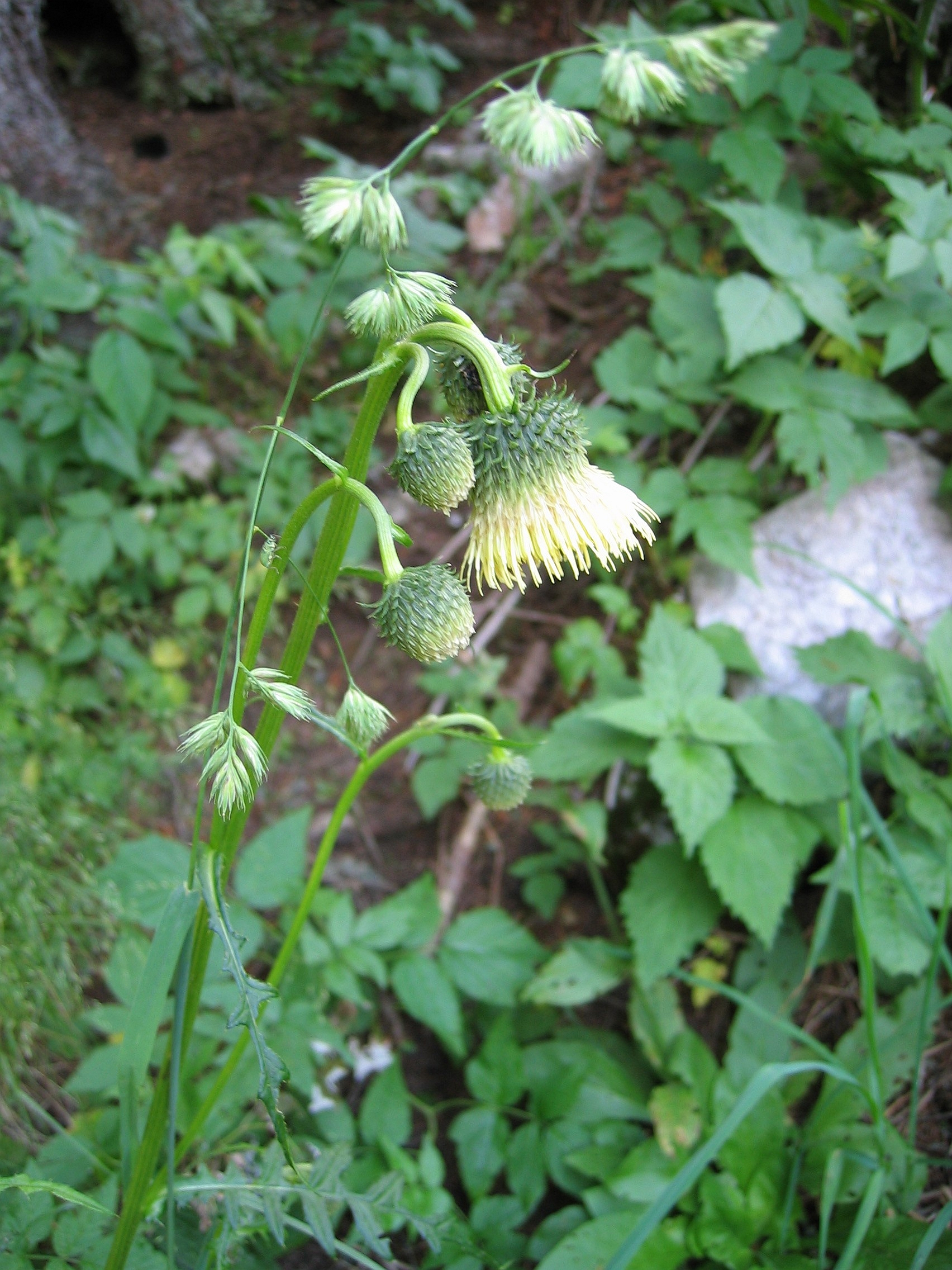
Blütenstand

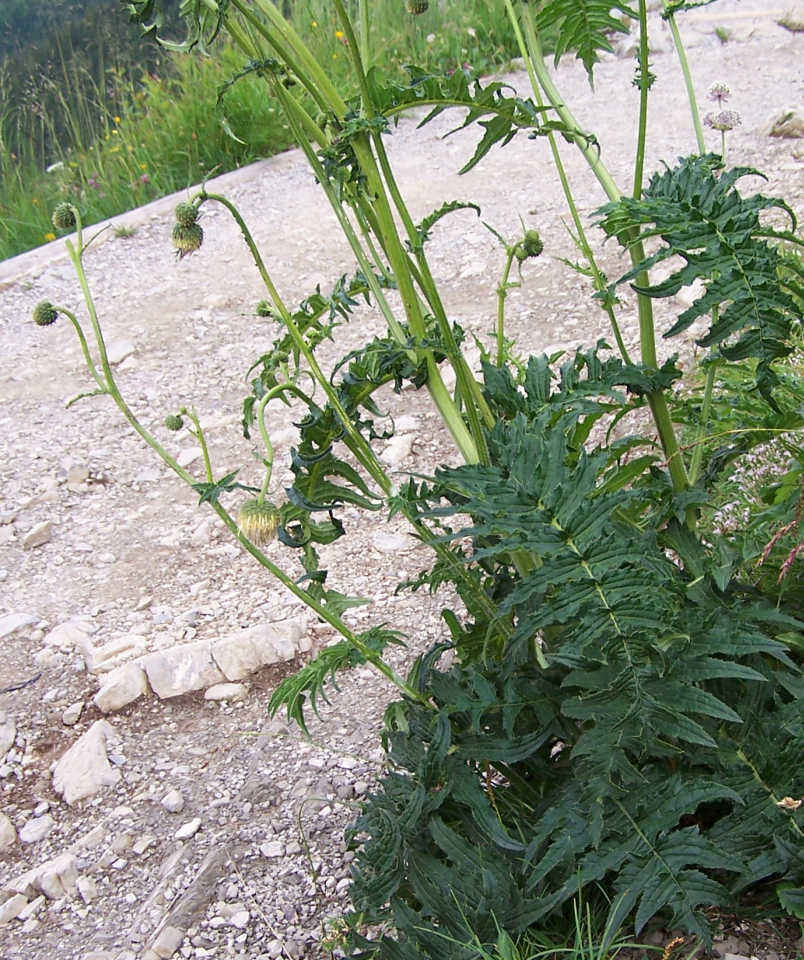
Laubblätter

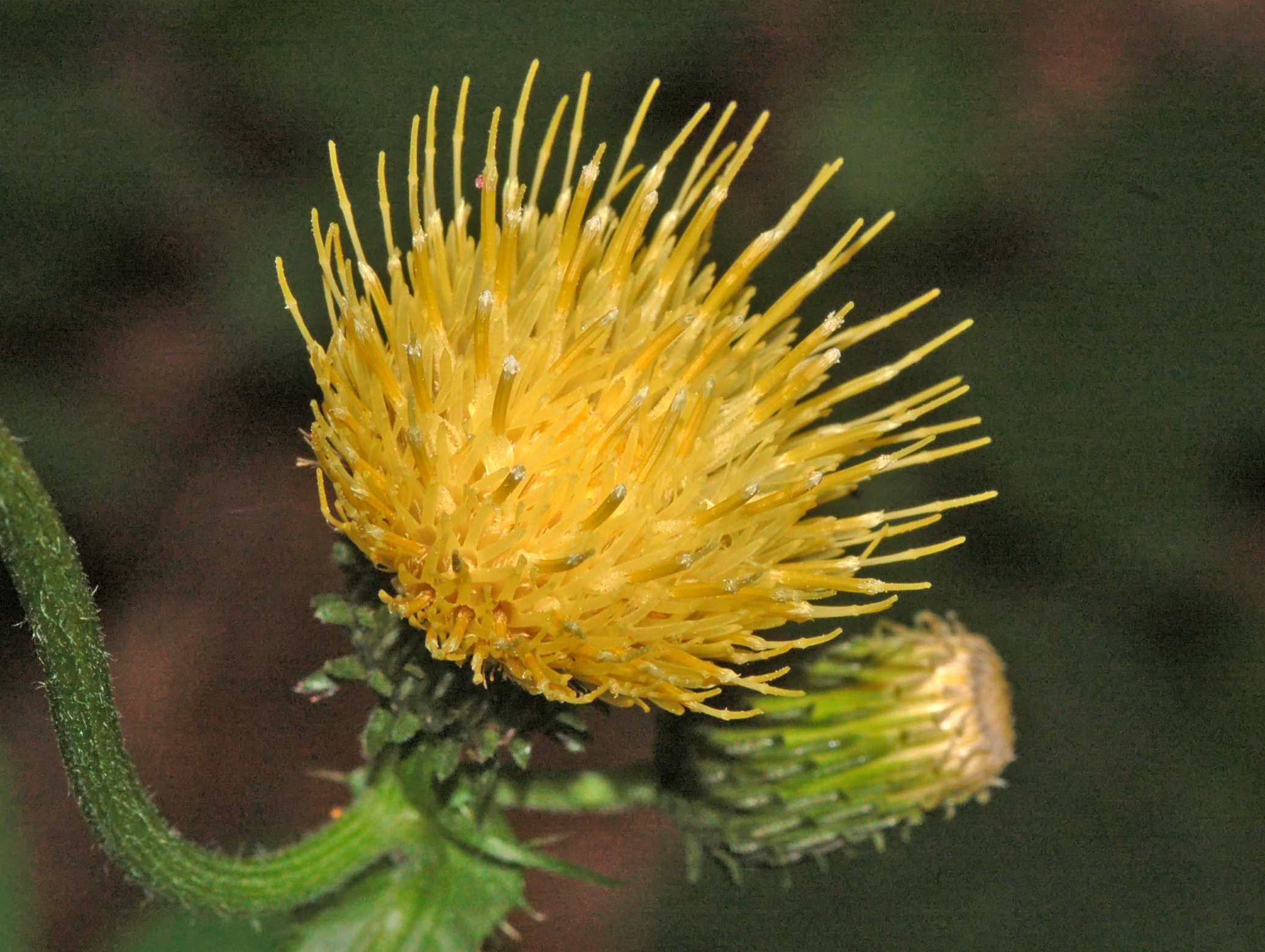
Blütenstand mit Blüten im Detail

### Vegetative Merkmale
Die Kleb-Kratzdistel ist eine ausdauernde krautige Pflanze, die Wuchshöhen zwischen 50 und 150 Zentimetern, seltener auch über 2 Metern erreicht. Der Stängel  ist im oberen Teil klebrig-flaumig behaart. Er ist aufrecht, am oberen Ende nickend und oben meist in wenige verlängerte Äste geteilt.
Der Stängel ist bis zur Mitte reichlich wechselständig beblättert und dann im oberen Drittel meist fast blattlos. Die Laubblätter sind meist fiederspaltig bis fiederschnittig, die oberen mit geöhrtem Grund stängelumfassend. Sie sind im Umriss länglich oder eiförmig, tief fiederteilig und jederseits mit acht bis zwölf länglichen, zugespitzten, von drei bis fünf Nerben durchzogenen, ganzrandigen oder schwach gezähnten und fein dornig gewimperten Abschnitten. Die grundständigen Blätter sind bis 30 Zentimeter lang und in den geflügelten Stiel zusammengezogen. Die unteren Stängelblätter sind kürzer gestielt, die oberen mit herzförmig-stängelumfassendem Grund sitzend. Die allerobersten sind oft ungeteilt und nur gezähnt.

### Generative Merkmale
Die Blütezeit reicht von Juli bis September. An den mehr oder weniger langen, blattlosen „Zweigen“ stehen die nickenden, körbchenförmigen Blütenstände einzeln oder zu zweit bis fünft einander genähert. Die Blütenkörbe stehen nicht über Hochblättern. Die Hülle ist bei einer Länge von etwa 3 Zentimeter. eiförmig. Die Hüllblätter sind lanzettlich mit zugespitztem oberen Ende, stechend, stachelspitzig, auf dem Rücken mit einem dunklen Harzstriemen ganzrandig und dicht drüsig-klebrig. Nur die äußeren sind zur Blütezeit angedrückt, aber alle zur Fruchtzeit abspreizend. Der Saum der Blütenkrone ist länger als die Kronröhre. Die Röhrenblüten sind zitronengelb.
Die Achänen sind 5 Millimeter lang.
Die Chromosomenzahl beträgt 2n = 34.

## Ökologie
Bei der Kleb-Kratzdistel handelt es sich um einen Hemikryptophyten.
Zoocecidien werden durch Tephritis conura und durch Urophora congrua hervorgerufen.
Als parasitärer Pilz wurde Puccinia cirsii beobachtet.

## Vorkommen
Es gibt Fundortangaben für Spanien, Frankreich, Italien, die Schweiz, Österreich, die Slowakei, Serbien, Kroatien, Bosnien und Herzegowina, Montenegro, Rumänien, Albanien, Nordmazedonien, Moldau, Polen, Belarus und die Ukraine.
Die Kleb-Kratzdistel ist in den Kalkalpen recht häufig, in den Zentralalpen eher seltener. In den Allgäuer Alpen steigt sie im Tiroler Teil in der Umgebung von Elbigenalp in Höhenlagen von 1180 bis zu 1580 Meter auf. Im Puschlav steigt sie bis 1850 Meter, in Tirol bis 1930 Meter und in den Lavanttaler Alpen bis 2000 Meter auf. Die Kleb-Kratzdistel gedeiht hauptsächlich in Wäldern und an Waldsäumen auf kalkhaltigen Böden. Gern kommt sie in der Pflanzengesellschaft Petasiteto-Cirsietum erisithales, aber auch in Gesellschaften des Erico-Pinion oder des Mesobromion vor.
>
Die ökologischen Zeigerwerte nach Landolt et al. 2010 sind in der Schweiz: Feuchtezahl F = 3+w (feucht aber mäßig wechselnd), Lichtzahl L = 2 (schattig), Reaktionszahl R = 4 (neutral bis basisch), Temperaturzahl T = 2+ (unter-subalpin und ober-montan), Nährstoffzahl N = 3 (mäßig nährstoffarm bis mäßig nährstoffreich), Kontinentalitätszahl K = 4 (subkontinental).

## Taxonomie
Die Erstveröffentlichung erfolgte 1762 unter dem Namen (Basionym) Carduus erisithales durch Nikolaus Joseph Freiherr von Jacquin in Enumeratio stirpium plerarumque, quae sponte crescunt in agro vindobonensi, montibusque confinibus S. 146. Die Neukombination zu Cirsium erisithales (Jacq.) Scop. wurde 1769 durch Giovanni Antonio Scopoli in Annus I-[V] Historico-Naturalis ..., Band 2, S. 62 veröffentlicht.